# Ryszard Marzec
Ryszard Marzec (ur. 26 grudnia 1931 w Gnieźnie, zm. 30 czerwca 1972 w Poznaniu) – hokeista na trawie, olimpijczyk z Helsinek 1952, Rzymu 1960.
Ośmiokrotny mistrz Polski w latach: 1948-1951,1953-1955,1963. Zdobywca 8 bramek w 60 występach w reprezentacji Polski.
Dwukrotnie występował na igrzyskach olimpijskich:
- 1952 r. w Helsinkach gdzie zajął 6. miejsce
- 1960 r. w Rzymie gdzie zajął 12. miejsce